# Cairon
Cairon (kɛ.ʁɔ̃ⓘ) es una población y comuna francesa, situada en la región de Baja Normandía, departamento de Calvados, en el distrito de Caen y cantón de Creully.

## Demografía
| 409 | 480 | 664 | 809 | 1098 | 1585 |
| Para los censos de 1962 a 1999 la población legal corresponde a la población sin duplicidades (Fuente: INSEE [Consultar]) |     |     |     |      |      |